# Ramses VI.
Ramses VI. war der 5. altägyptische König (Pharao) der 20. Dynastie. Er übernahm in der Zeit vom 28. Peret I bis 11. Peret II (20. Oktober bis 2. November) 1145 v. Chr. die Herrschaft und regierte bis etwa 19. Peret II (8. November) 1137 v. Chr.

## Herkunft und Familie
Er war ein Sohn Ramses III. und der Königin Isettahemdjert. Seine Gemahlin war Nubchesbed und seine Tochter die Gottesgemahlin des Amun, Isis.

## Herrschaft
In Theben setzte er seine Tochter Isis in Anwesenheit seiner Mutter Isis-Tahabasillat und des Wesirs Nehi als Gottesgemahlin des Amun ein. Laut der Stele aus Deir el-Bachit war Nehi der Nachfolger des Wesirs Neferrenpet. Nach dem Angriff der Seevölker scheint Lachisch noch bis in die Regierungszeit von Ramses VI. unter der Kontrolle Ägyptens gestanden zu haben, da sein Name auf dem Sockel einer Statue stand, die in Lachisch gefunden wurde.

### Bautätigkeit

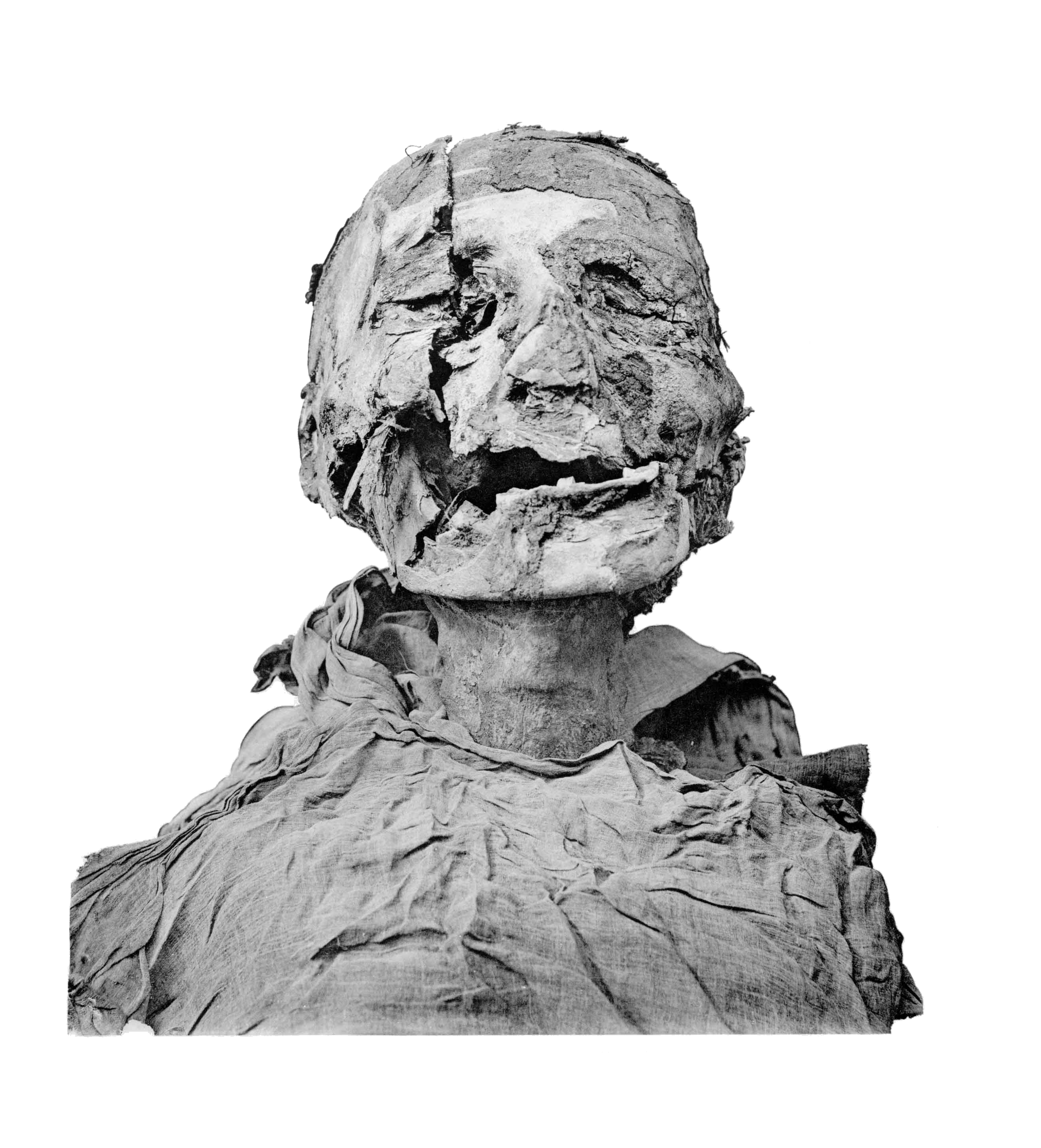
Kopf der Mumie von Ramses VI.

Er übernahm das Grab seines Vorgängers Ramses V. (KV9) im Tal der Könige, das er weiterbauen ließ. Diese Arbeiten wurden jedoch durch kriegerische Auseinandersetzungen mit den Libyern unterbrochen. Das reich geschmückte Grab ist eines der wenigen erhaltenen Denkmäler von Ramses VI.
Den Grabräuberakten zufolge wurde das Grab noch in der 20. Dynastie ausgeraubt, bevor die Mumien Ramses' V. und Ramses' VI. in das Grab KV35 von Amenophis II. umgebettet werden konnten.